# Eridolius foveator
Eridolius foveator là một loài tò vò trong họ Ichneumonidae.